# Il bagno (Serebrjakova)
Il bagno o Banja (in russo Баня?) è un dipinto della pittrice Zinaida Evgen'evna Serebrjakova, realizzato nel 1913. Appartiene alla collezione del Museo russo di San Pietroburgo. Le dimensioni del dipinto sono di 135 × 174 centimetri, infatti questa è la prima tela di grandi dimensioni dell'artista.
Zinaida Serebjakova realizzò il quadro negli anni 1912-1913, soprattutto a San Pietroburgo, nel suo studio situato nell'isola Vasil'evskij. Dopo averlo terminato nell'ottobre del 1913, lo presentò alla mostra Mir iskusstva, che si svolgeva a Mosca e San Pietroburgo tra il novembre e il dicembre del 1913.
Il critico d'arte Sergej Ėrnst considera che il dipinto Il bagno "realizza interamente il sogno d'armonia di Serebrjakova nella pittura". Egli osserva che in quest'opera all'artista "è stata data l'opportunità di sentire e trasmettere un'espressione perfetta della femminilità, grazie al suo disegno, così dolce e semplice". Secondo la critica d'arte Valentina Knjazeva, questo quadro "è la creazione di un'immagine sublime, monumentale, e questa era l'originalità della sua interpretazione di un tema della vita di campagna".

## Storia
Quando realizzò questo dipinto tra il 1912 e il 1913, Zinaida Serebrjakova viveva a Carskoe Selo, ma a volte anche in Crimea e nella tenuta di famiglia di Neskučne, situata nell'odierno oblast' di Charkiv. Ella passava una parte del suo tempo a San Pietroburgo, nel suo studio nell'isola Vasil'evskij, e in quel periodo diede alla luce la figlia Tat'jana, seguita poi da Ekaterina un anno dopo.

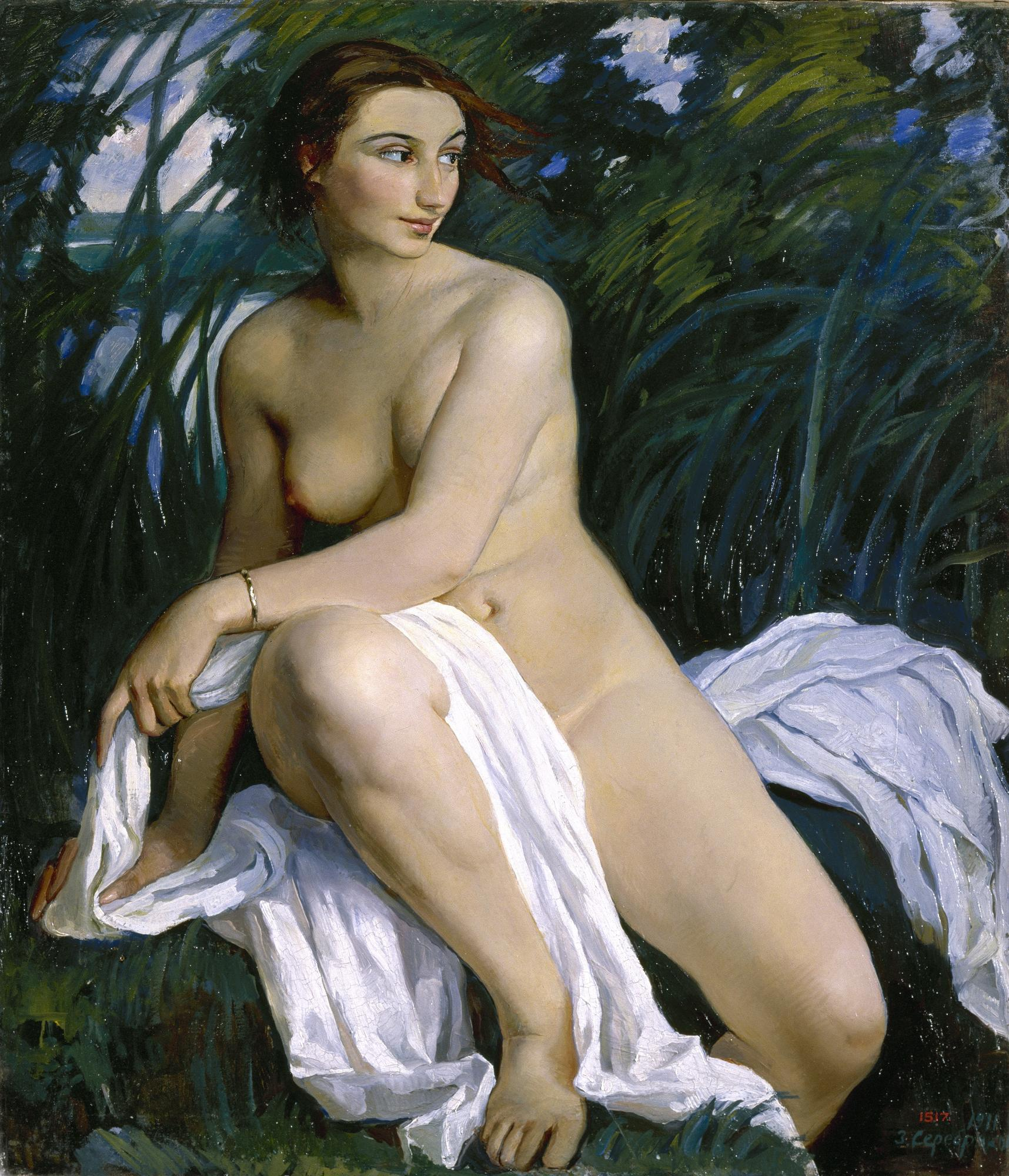
Zinaida Evgen'evna Serebrjakova, La bagnante, 1911

Molti anni dopo, in una lettera al critico d'arte Aleksej Savinov del 14 luglio 1957, Zinaida Serebrjakova scrisse: "Che cos'è che mi ha attratto del tema del bagno e più in generale della pittura di corpi nudi? Sono sempre stata attratta dal nudo e il soggetto del bagno non è che un pretesto, e su questo hai ragione, semplicemente "perché il corpo umano giovane e pulito è bello". Il primo dipinto di nudo di Serebrjakova venne dipinto nel 1911 e si intitola La bagnante (olio su tela, 98 × 89 centimetri, Museo russo). Non è chiaro chi fu a posare per questa tela: alcuni studiosi pensano che sia stata la sorella della pittrice, Katja, che le assomigliava, mentre altri pensano che possa trattarsi di un autoritratto.

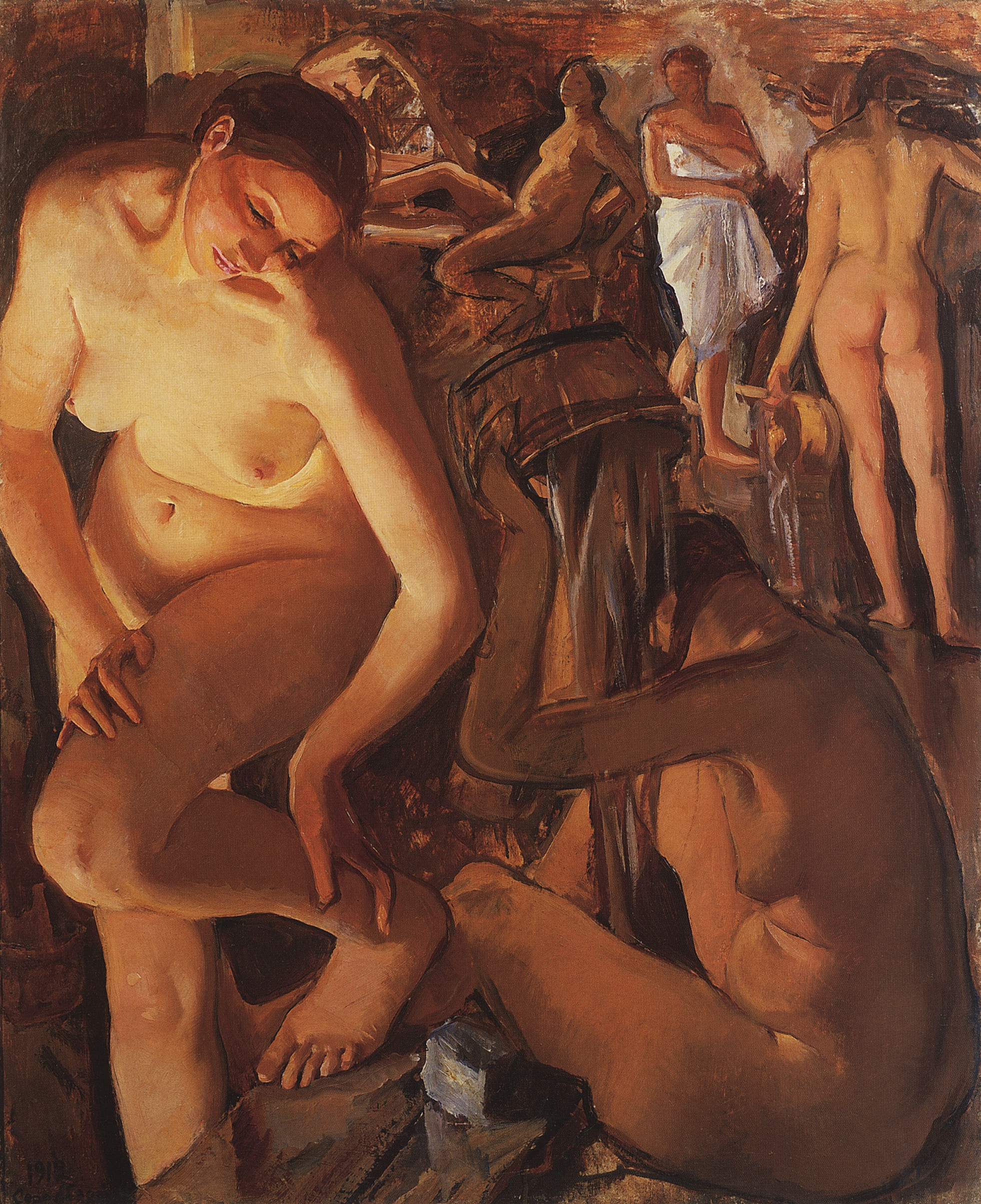
Uno studio per l'opera del 1912.

L'artista creò numerosi schizzi, studi, bozzetti dal vivo per il suo quadro Il bagno. Tra questi studi il più noto si trova al Museo russo. Su tratta di una tela dipinta a olio che mostra sei figure femminili, due in primo piano e quattro in secondo piano. Secondo la storica dell'arte Valentina Knjazeva, "questo studio accattivante della femminilità e delle immagini poetiche è un trasferimento vivido della natura." Knjazeva osserva inoltre il carattere di scena d'interno del quadro. Il Museo russo possiede anche un cartone di Serebrjakova, creato per l'opera. In questo schizzo a grandezza naturale, realizzato a carboncino su cartone, l'artista tenta di trasmettere le pose diverse e i movimenti delle modelle. Ella presta un'attenzione particolare alla "modellazione delle forme chiaroscurali, al miglioramento delle proporzioni, all'espressione delle linee femminili più armoniose".
Una delle modelle della seconda versione del quadro era Vasilisa Nikitična Dudčenko, una contadina del villaggio di Neskučne che aveva lavorato per molti anni come cuoca per la famiglia Lanceray-Serebrjakov. Nelle sue memorie, Vasilisa Dudčenko scrisse: "Ho posato per lei. Sono in piedi al centro, piegata in avanti, ma il mio volto è nascosto dalla donna che tiene il secchio in primo piano". Le altre modelle vennero scelte tra le ragazze che facevano le domestiche per le famiglie vicine. Sembra che la maggior parte di loro fossero d'origine paesana, il che significa che per loro, secondo Savinov, il bagno del villaggio era "una tappa essenziale per un approccio del villaggio e dei suoi abitanti".
I lavori terminarono nell'autunno del 1913, dopodiché la tela venne presentata alla mostra di Mir iskusstva e infine entrò nelle collezioni del Museo russo nel 1937, dopo essere appartenuta al collezionista Grigorij Grinštejn. In seguito, il dipinto venne esposto in varie mostre, come Zinaida Serebrjakova. Obnažënnye (Зинаида Серебрякова. Обнажённые), svoltasi dall'ottobre al novembre del 2007, o quella sul neoclassicismo in Russia, svoltasi dall'ottobre del 2008 al gennaio del 2009 e organizzata dal corpus Benois del Museo russo. La tela venne esposta anche a una retrospettiva delle opere di Serebrjakova dall'aprile al giugno del 2017 alla galleria Tret'jakov.

## Descrizione
Nella prima variante, Zinaida Serebrjakova utilizzò un formato verticale, mentre per la seconda scelse quello orizzontale. Undici giovani nude sono raffigurate mentre si lavano dentro una banja, una tipica sauna russa. Quando le si compara con quelle della prima versione, si constata come l'artista abbia addolcito le caratteristiche troppo appariscenti delle modelle, abbia allungato le proporzioni e reso più dettagliati i volti. Nel trattamento dei corpi nudi c'è una certa idealizzazione associata al sogno dell'artista sul soggetto della bellezza delle donne: "l'immagine della contadina russa è esaltata e con quella sintetizza lo studio dal vero e i tratti ideali ricercati".

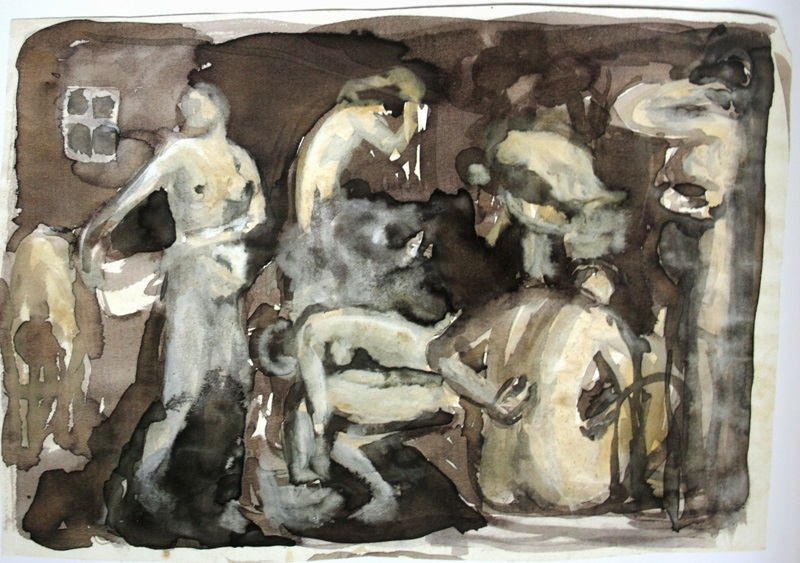
Uno schizzo ad acquerello per l'opera, conservato a Peterhof.

Serebrjakova presta un'attenzione particolare alla "posizione reciproca e alla coerenza ritmica dei corpi femminili le cui fattezze sono studiate alla perfezione". Le figure di diverse modelle appaiono ciascuna in delle posizioni diverse e utilizzano tutto lo spazio della tela. Le fanciulle si occupano delle attività tipiche della banja: lavarsi, portare dell'acqua, versare l'acqua dai secchi, asciugarsi i capelli, sedersi sulle panche. Alcune non fanno niente e sembrano immerse nella loro contemplazione. Ma malgrado il carattere quotidiano della loro occupazione sembra che loro "stiano compiendo tutte un rituale solenne". Le dimensioni delle figure diminuiscono verso lo sfondo rispetto al primo piano e ciò crea quest'impressione di profondità spaziale.
Le figure centrali sono disposte secondo uno schema di forma triangolare che permette di evitare che una nasconda l'altra (più o meno). Al contrario dei canoni accademici, i contorni della scena sono tagliati per dare l'impressione di una vista frammentaria e colta rapidamente dallo spettatore. Questa tecnica è tipica della pittura degli inizi del ventesimo secolo. Le donne rappresentate in primo piano hanno delle proporzioni belle e generose, sono ben illuminate e il più vicino possibile allo spettatore. Le altre donne nello sfondo sono rappresentate mentre si lavano, mentre i personaggi centrali non sono coinvolti nell'azione. Lo testimoniano i loro volti, con il sorriso misterioso sulle labbra e il loro sguardo talvolta distante ed espressivo.
Aleksej Savinov ritiene che in verità l'obiettivo principale della pittrice non fosse trascrivere la realtà con precisione. "Non c'è vapore nell'aria, la stanza del bagno del villaggio è di dimensioni esagerate, il corpo delle donne ignude resta asciutto malgrado la presenza dell'acqua in una banja". Savinov ritiene che l'artista prese questo soggetto come un pretesto per mostrare delle donne in pose e comportamenti diversi.

## Critica
Lo storico dell'arte Sergej Rostislavovič Ėrnst è l'autore della prima monografia su Serebrjakova: egli scrisse che "i colori caldi della tela sostenuti da una varietà di toni rosa e aurei dei corpi nudi e bronzei, in una composizione senza complicazioni, formano un insieme di figure calmo e piacevole". Secondo Ėrnst, l'artista è riuscita a trasmettere sulla tela un'espressione muliebre, che è il suo vero soggetto semplice e dolce.
Il critico d'arte Aleksej Nikolaevič Savinov afferma che nell'arte russa, agli inizi del ventesimo secolo, il nudo era rappresentato di frequente, ma troppo spesso per sedurre nella volgarità, o, al contrario, per idealizzare eccessivamente. Questo tipo di dilemma non si pone per Serebrjakova: "Le giovani donne del suo quadro hanno plasmato il loro carattere con il lavoro e le smancerie le sono estranee, la loro nudità è sana e tranquilla". Per lui i loro corpi robusti e la lentezza dei loro movimenti crea un sentimento casto di pace interiore; quanto ai loro visi, amorevoli, con il naso camuso e gli zigomi alti, questi riflettono la loro indipendenza e il loro pudore.
Nella sua monografia sull'arte di Serebrjakova, Valentina Knjazeva ritiene che nel Bagno l'artista "si avvicina alla creazione di immagini sublimi, vicine al monumentalismo, che è all'origine del significato della sua interpretazione dei temi contadini". Knjazeva rammenta che nel Bagno compaiono i vecchi metodi dell'accademismo ma anche lo stile tradizionale di Aleksej Venecianov, come si vede nel suo quadro Le bagnanti del 1829. Savinov scrisse che si può notare un legame stretto tra Venecianov e Serebrjakova: "sono entrambi legati tra loro dalla loro espressione della bellezza russa incarnata nella giovane contadina". In un articolo dedicato al centenario della nascita della pittrice, la storica dell'arte Aleksandra Amšinskaja scrisse che in quest'opera "la coscienza dell'uomo, del suo corpo, della sua natura fisica passa per un rituale molto importante nella vita contadina russa. Da ciò scaturisce questa bellezza casta e la purezza spirituale che impregna l'immagine del corpo nudo".
Le figure femminili raffigurate sono immobili e in delle pose convenzionali, e l'assenza di movimento dà l'impressione di star vedendo un pannello murale monumentale.